# Base aérienne 113 Saint-Dizier-Robinson
La base aérienne 113 Saint-Dizier-Robinson est une base aérienne de l'Armée de l'air et de l'espace française située près de la ville de Saint-Dizier, dans le département de la Haute-Marne. En 2025 elle fait partie des trois bases aériennes qualifiées de stratégiques par l'Armée de l'air.

## Histoire
En août 1910, le premier aéroplane se pose à Saint-Dizier et est accueilli par une grande foule. C'est l'époque des grands débuts de l'aviation avec les semaines d'aviation de Champagne à Reims, réunissant des centaines de milliers de personnes.

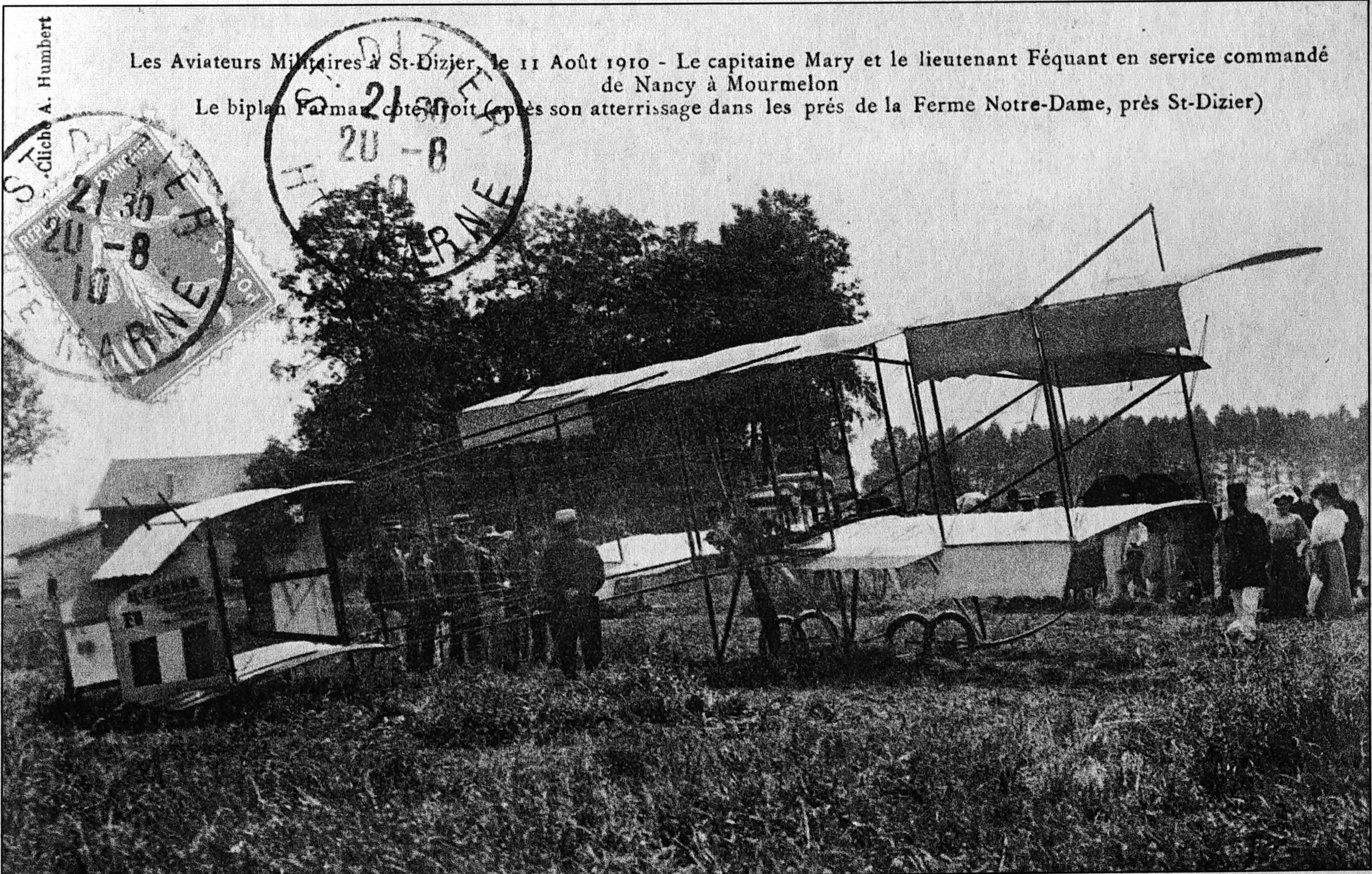
Un avion se pose en 1910 à st-Dizier sur le trajet Nancy-Mourmelon.

Un comité d'aviation est créé par les bragards (habitants de Saint-Dizier), dans le but de construire un terrain d'aviation et de l'offrir au ministère de la guerre.
Le terrain de Robinson est officiellement inauguré le 24 août 1913.
En septembre 1939, l'aviation militaire reprend possession des lieux. Jusqu'en juin 1940, plusieurs groupes de chasse et de reconnaissance se succèdent sur le terrain de Saint-Dizier Robinson. Les allemands occupent le terrain jusqu'en août 1944.
À partir de 1949, d'importants travaux d'infrastructure sont entrepris pour aboutir à la création officielle de la Base aérienne 113 en 1951.
En 1965, la BA113 devient un élément important de la dissuasion nucléaire avec la création de l'escadron de bombardement 02.094 "Marne", équipé de six Mirage IV A, lesquels assureront leurs missions jusqu'en 1988.
La 7e Escadre de chasse, première escadre à être équipée du Jaguar, s'établit en 1973 sur la plateforme de Saint-Dizier. Ce mythique chasseur y stationnera jusqu'à son retrait définitif du service le 1er juillet 2005. Près de 1700 pilotes ont été formés au Jaguar à Saint-Dizier.

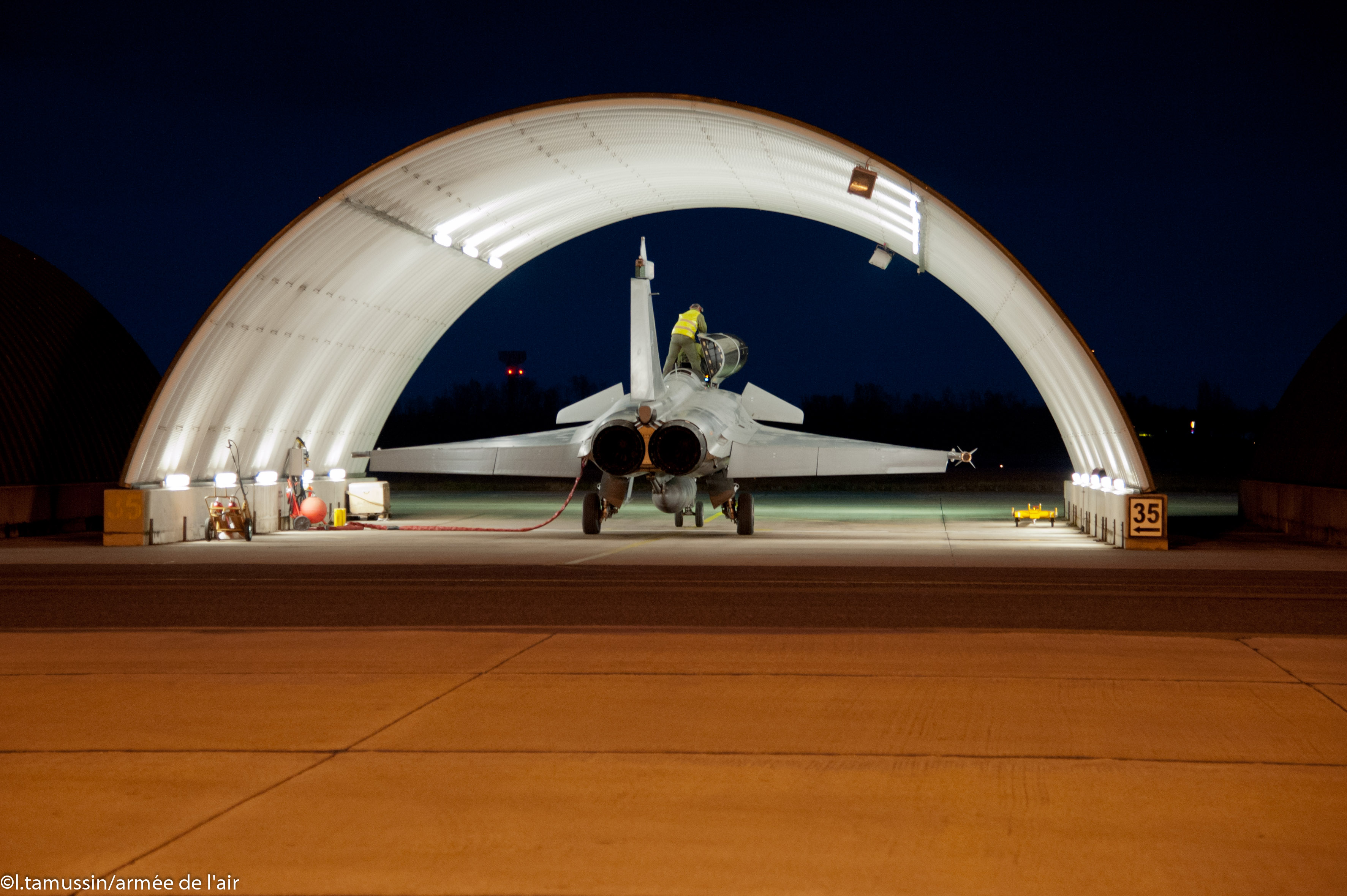
Mise en route d'un Rafale.

En 2006, le Rafale entre en service à Saint-Dizier dans l'Escadron de chasse 01.007 "Provence", première unité de chasse conventionnelle de l'Armée de l'air équipée de cet appareil.
La 4e Escadre de chasse est créée le 26 août 2015, puis toutes les unités aériennes de dissuasion passent au Rafale, le 29 août 2018.
La base aérienne 113 assure en permanence le soutien à ses forces pour qu'elles s’entraînent efficacement et qu'elles puissent répondre immédiatement aux ordres donnés par le président de la République, via les commandements opérationnels. Pour l'Armée de l'air, la base aérienne 113 contribue largement à trois des cinq grandes fonctions stratégiques du Livre blanc de la défense et la sécurité nationale : la protection, l'intervention immédiate et la dissuasion[réf. nécessaire].

## Le parrain de la base aérienne
En 1956, le colonel René Gavoille, alors commandant de la BA 113, ancien compagnon d'armes et ami du commandant Antoine de Saint-Exupéry, choisit le nom de ce dernier comme parrain pour la base aérienne 113[réf. nécessaire].
Gavoille et Saint-Exupéry ont combattu ensemble au groupe de reconnaissance 02.033, notamment depuis le terrain provisoire d'Orconte, situé à quinze kilomètres de la base aérienne actuelle[réf. nécessaire], comme l'écrivain le raconte dans Pilote de guerre.

## Principales unités en 2020

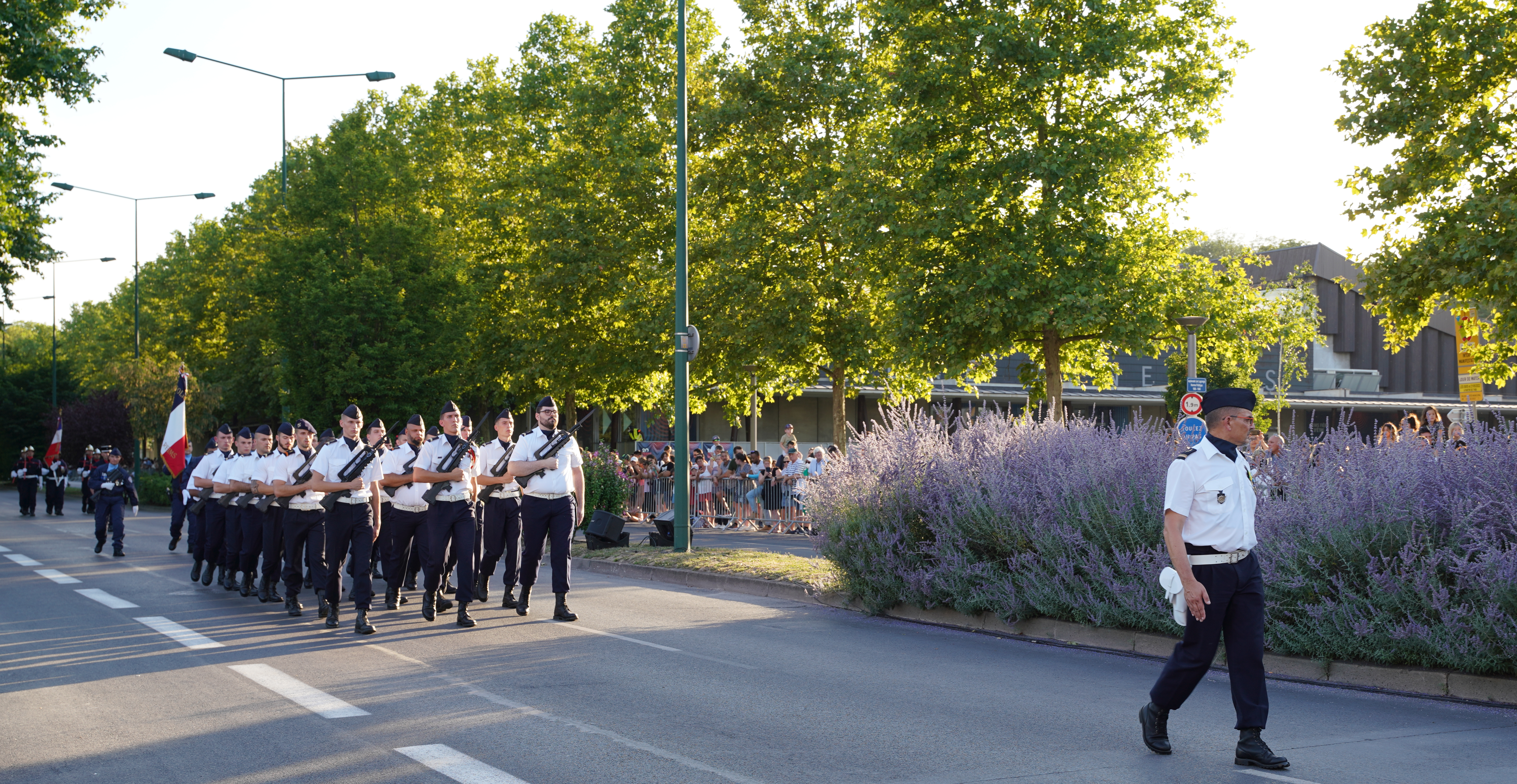
La base lors d'un défilé de la Fête nationale, à Reims.

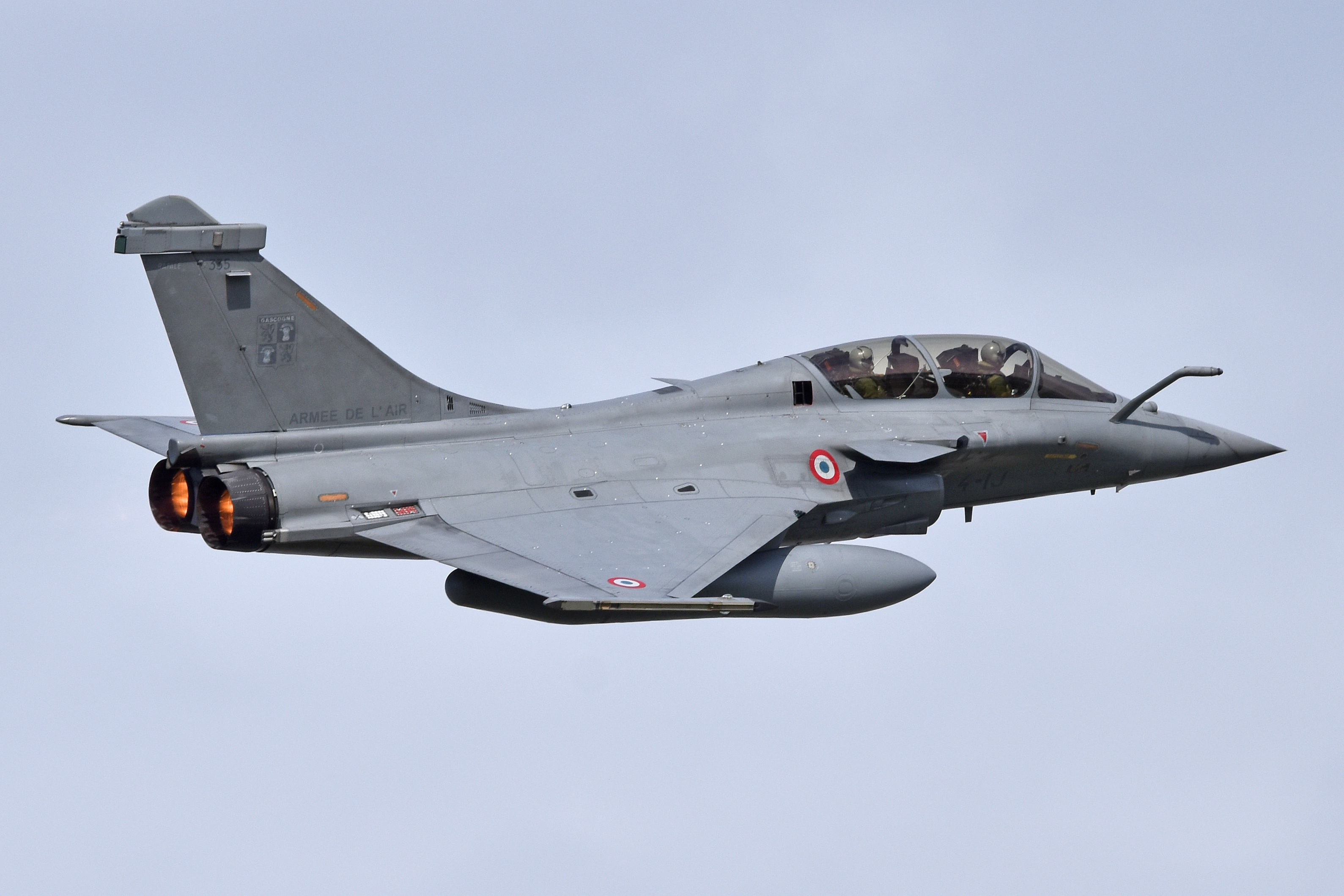
Rafale B Gascogne au Arctic Challenge Exercise de 2019.

### Unités navigantes
Depuis le 26 août 2015, la base abrite la 4e escadre de chasse.

Celle-ci est constituée de trois escadrons :
- Escadron de chasse 01/004 Gascogne, équipé de Rafale B
- Escadron de chasse 02/004 La Fayette, équipé de Rafale B.
- Escadron de transformation Rafale 03/004 Aquitaine, doté de Rafale B et C

### Unités de soutien
- Escadron de défense sol air 5/950 Barrois, équipé de SAMP/T Mamba (149 personnels en 2015[6])
- Escadron de Soutien Technique Aéronautique 15/4 Haute-Marne
- Escadron de Sécurité Incendie et Sauvetage 1H.113
- Groupe d’intervention régional NEDEX
- Escadron de protection 1/113[7].